# 日経カップ 中村寅吉メモリアル
日経カップ 中村寅吉メモリアル（にっけいカップ なかむらとらきちメモリアル）は、日本経済新聞社主催、日本プロゴルフ協会公認で1985年から1998年まで開催されていたゴルフトーナメントである。

## 概要
1985年に日経カップとしてスタート。日本経済新聞社傘下のテレビ東京が後援していたため、テレビ中継も土日の2日間、決勝ラウンドのみテレビ東京系列で放送されていた。会場はサーキット方式での持ち回り開催であった。
開催当時、サーキット方式による男子ツアーは、本大会のほかは三菱ギャラントーナメント（現：ACNチャンピオンシップゴルフトーナメント）だけだった。なおサーキット方式による男子公式戦は、日本オープンゴルフ選手権競技と日本プロゴルフ選手権大会がある。
テレビ東京系列は1985年の第1回は3局のみだったが1991年の第7回には6局まで増えた。大会会場はその6局全てのエリアで大会終了まで開催された。
1995年に中村寅吉の功績をたたえて日経カップ 中村寅吉メモリアルと改称されたが、1998年に終了した。

## 歴代優勝者
- 1985年：尾崎直道
- 1986年：尾崎将司
- 1987年：芹澤信雄
- 1988年：尾崎将司
- 1989年：新関善美
- 1990年：東聡
- 1991年：尾崎直道
- 1992年：室田淳
- 1993年：サムソン・ギムソン
- 1994年：鈴木亨
- 1995年：西川哲
- 1996年：加瀬秀樹
- 1997年：葉彰廷
- 1998年：日下部光隆